# Новожилов, Валентин Валентинович
Валенти́н Валенти́нович Новожи́лов (5 (18) мая 1910, Люблин (ныне в Польше) — 14 июня 1987, Ленинград) — советский учёный-механик и педагог.
Академик Академии наук СССР (1966; член-корреспондент 1958), Герой Социалистического Труда (1969). Лауреат Ленинской премии.

## Биография
Валентин Валентинович, третий сын в семье статского советника Валентина Александровича Новожилова и его жены Марии Николаевны, родился 18 мая 1910 года в городе Люблин.
Старший брат Виктор — выдающийся специалист в области статистики, экономики промышленности, оптимального планирования и использования экономико-математических методов в народном хозяйстве — зародил у Валентина интерес к науке.
Валентин Валентинович получил образование вначале в петербургской гимназии Карла Мая, а затем в Ленинградском политехническом институте на физико-механическом факультете (1931).
Был научным сотрудником ряда НИИ; в том числе ЦНИИ им. Крылова.
С 1945 года — профессор кафедры теории упругости математико-механического факультета Ленинградского государственного университета.
Вошёл в первоначальный состав Национального комитета СССР по теоретической и прикладной механике (1956)

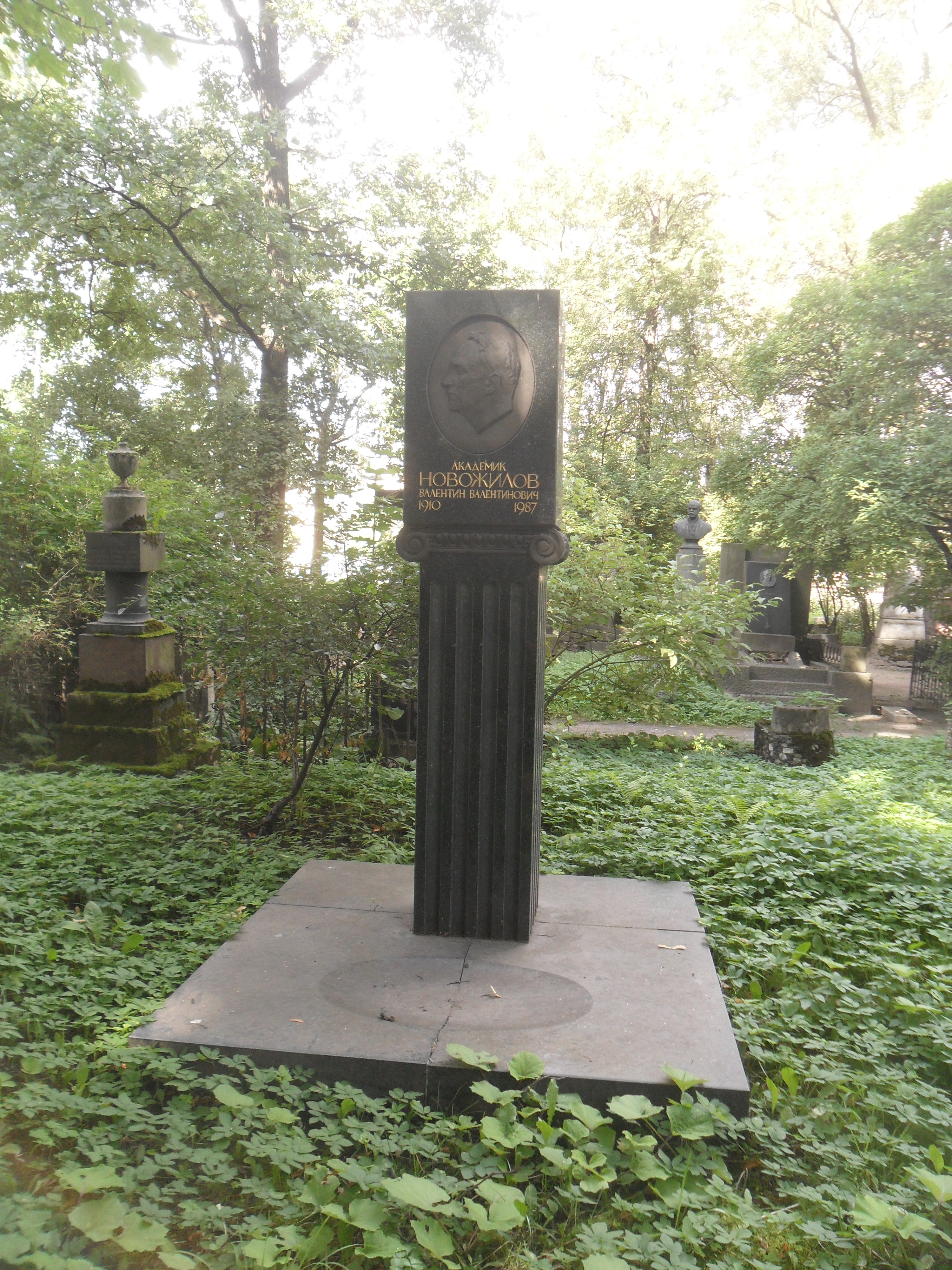
Могила Новожилова на Литераторских мостках в Санкт-Петербурге.

Умер 14 июня 1987 года, похоронен на Волковском кладбище Санкт-Петербурга (Литераторские мостки. Академический участок).

## Научные интересы
Основные труды посвящены теориям упругости и пластичности, расчёту оболочек и прочности корабельных конструкций, теории волновых процессов. В. В. Новожиловым сформулированы теория конечных упругих деформаций и теория пластичности, учитывающая микронапряжения, исследован эффект Сен-Венана в динамике стержней, установлена степень точности формирования основных уравнений теории упругих оболочек и преобразование их к комплексному виду. На основе работ Новожилова и под его руководством созданы практические методы статического и динамического расчёта судов и разработаны нормы прочности.
Обдумывал написание книги «Беседы о механике».
Считал принципиально неправильным переиздание научной литературы с внесёнными исправлениями, поскольку уже в первом издании автору следует тщательно работать над текстом, доказывая «своё право на написание книги»:

Можно ли представить себе второе издание «Руслана и Людмилы» с внесением изменений? А ведь Пушкину было всего 19 лет… А. П. Филин 
Валентин Валентинович — основатель научной школы, носящей его имя.
По роду своей деятельности был связан с решением практических задач механики из-за чего имел стойкое неприятие математического абстракционизма и формализма в механике, которые называл «антимеханикой». В то же время он не был противником применения тонких математических методов, когда они приводили к решению задачи, подобно Томсону и Тэту он заявлял «мы не избегаем математических трудностей, но и не ищем их — не они являются нашей целью»

## Исторические оценки
Суждения Новожилов о некоторых исторических событиях и личностях шли вразрез считавшемуся верным и непреложным. Императора Павла I называл самым талантливым, самым выдающимся Государем из династии Романовых. Характеризовал декабристов как врагов России и высоко оценил твердость и мужество императора Николая I, железной рукой подавившего бунт масонов, милосердно ограничившись казнью всего пяти «отпетых негодяев».
Новожилов высоко ценил созидательную деятельность царя Ивана Грозного в становлении и укреплении Русского государства.
Считал Сталина государственным деятелем гигантского масштаба, шельмуемого в коньюктурных политических целях.
Подписал письмо с осуждением академика Сахарова.

## Семья
Жена — Татьяна Михайловна. Две дочери — Евгения и Ирина, сын — Всеволод.

## Хобби
Известно увлечение В. В. Новожилова живописью. Кроме картин начинающих художников у В. В. были и полотна признанных мастеров. Он с удовольствием рассказывал всевозможные истории из жизни художников, создавая эффект причастности. В то же время сам не мог выполнить простого графического построения (рисунка), которое бы его удовлетворяло. Новожилову (по его словам) предлагали в своё время за 500 рублей приобрести картину Петрова-Водкина «Купание красного коня». От покупки остановило не ограниченность средств, а отсутствие помещения для размещения картины.
Хорошо владея английским языком, Новожилов перевёл все сонеты Шекспира, иногда, по мнению коллег, превзойдя Маршака.

## Высказывания
<о А. И. Лурье> Наивысшим учёным званием <…> являлось его собственное имя.
Во всяком человеке способности и слабости, удачи и неудачи тесно перевязаны и неотделимы. Сожалеть о допущенных ошибках, если они органично вытекают из свойств личности, бессмысленно
<об использовании δ-функций>Все так делают, а бездельники в это время задают вопросы.
Результатам большей части отечественных экспериментаторов доверять нельзя, виной чему являются «кандидатско-докторские гонки».
Считал, что аббревиатура Всемирного союза научно-технических организаций (ВСНТО) должна произноситься как «всё не то», так как это соответствует сути этой организации.
Был известен в научных кругах как острослов («Нельзя включать в книгу всё, что знаешь, без остатка, так же как нельзя из бутылки выливать всё её содержимое — на дне может быть муть. А ведь ужасно, когда в книге имеется муть»; «N, работая над диссертацией, никак не может закончить. Удивляюсь, как у него появились дети».): 

Иногда <он> любил остро сказать, не проявляя особой щепетильности. Получалось это у него пикантно, но в определённых рамках как бы допустимо. А. П. Филин

## Память

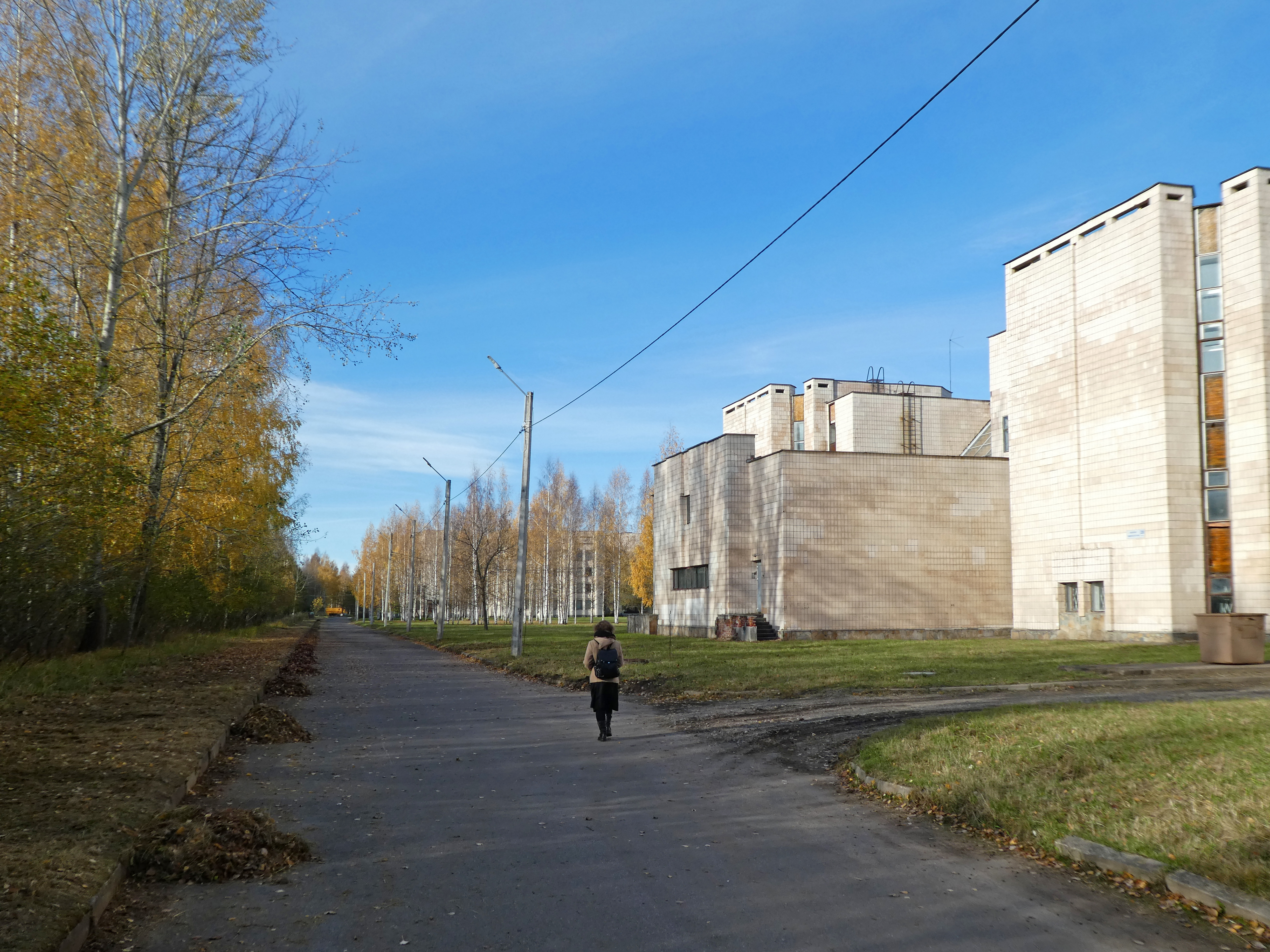
Петергоф, Новожиловский проезд

В 1999 году в Петергофе безымянному проезду вдоль здания математико-механического факультета СПбГУ присвоили название Новожиловский проезд.
Летом 2012 года к 102-й годовщине со дня рождения академика на доме, где он жил (ул. Фрунзе, 9), установлена гранитная мемориальная доска с надписью:
«В этом доме с 1953 по 1987 год жил академик Валентин Валентинович Новожилов инженер-кораблестроитель профессор Ленинградского государственного университета».
Его сын Всеволод Валентинович Новожилов посвятил памяти отца повесть «Академик (опыт литературного портрета)» (СПб., 1990).

## Награды
- Герой Социалистического Труда (1969)
- Ленинская премия (1984)
- Награждён 2 орденами Ленина, орденом Октябрьской Революции, орденом Трудового Красного Знамени, орденом «Знак Почёта», а также медалями.